# Al-Ladschna al-ulimbiyya al-wataniyya al-ʿiraqiyya
Al-Ladschna al-ulimbiyya al-wataniyya al-ʿiraqiyya (arabisch اللجنة الأولمبية الوطنية العراقية, DMG al-Laǧna al-ūlimbiyya al-waṭaniyya al-ʿirāqiyya) ist das Nationale Olympische Komitee, das den Irak vertritt. Es wurde 1948 gegründet und im selben Jahr vom Internationalen Olympischen Komitee anerkannt.